# 华盛顿诉德克萨斯州案
华盛顿诉德克萨斯州案（英語：Washington v. Texas），388 U.S. 14 (1967)是美国联邦最高法院判决美利坚合众国宪法第六条修正案中的强制程序条款（即“被告有权......以强制程序取得对其有利的证人”）不仅适用于联邦法院，同样也适用于各州法院的里程碑式案件。
本案被告杰基·华盛顿（Jackie Washington）试图传唤其同案被告作为证人，但德克萨斯州法规定同案多名被告不能相互作证；因为州法认为，这样的话各被告会串供，在证人席上各自撒谎。最高法院认为，被告以强制程序取得对其有利的证人，也应该是第十四条修正案中正当程序条款所包含的“正当程序”的一部分，这些正当程序是为了保证被告获得一个公平的审判，因此同样适用于各州。美國最高法院大法官约翰·马歇尔·哈兰二世虽然也同意推翻州法院的判决，但是他的理由与另外8位大法官不同，为此他单独写下了自己的协同意见书。
这一判决的影响有经之后的案件判例而减小。1988年的泰勒诉伊利诺伊州案中，最高法院认为，在一些特殊情况下，为了“平衡公众利益”，如让审判能得以正常而迅速地进行，可以对被告取得证人的权利作出一定限制。在该案中，被告律师故意不在庭审前向检察官明示自己所拥有的证据（证人），结果导致案件审理时间延长；法官认为这是不合理的，因此拒绝该证人出庭作证；最高法院支持了这位法官的决定。法律学者认为，这一个决定不仅对华盛顿案中确立的强制程序原则作出了一定的限制，而且增强了法官在案件审理中的自由裁量权。

## 背景

### 强制程序条款的判例史
第六条修正案是权利法案中的一条，于1791年12月15日批准。其中的强制程序条款规定：“在一切刑事诉讼中，被告有权……以强制程序取得对其有利的证人”。第六条修正案中还包括其它多个有关刑事被告权利的条款，如“得知控告的性质和理由”、“同原告证人对质”、“取得律师帮助为其辩护”等，所有这些权利都将作为联邦刑事司法程序运作的基础。不过由于美国联邦制的特殊国情，包括第六条修正案在内的权利法案一开始并没有针对各州，而只是对联邦政府才有约束力。
虽然修正案获得了通过，但强制程序一开始并没有被解读为允许同一案件的多名被告为彼此作证。州法院担心两名被告会相互为对方打掩护作伪证，最后两人都得以顺利逃脱，又或者两人可以都指责是对方一人犯下了全部罪责，最终也会因无法确定而一起脱身。在1892年的本森诉美国案（Benson v. United States）中，最高法院曾以普通法理论为基础来解释这一禁令，即只有那些“不会因案件审判结果而受到影响，也不会受到利益收买”的证人才能够作证。联邦法院接受了这些普通法中的规定，并在1852年的美国诉里德案加以应用。该案中法院认为，当时经批准生效宪法中的刑事诉讼程序相关内容应该根据普通法的规则强制推行到所有联邦法院，这一判决有效地防止了同案件的多位被告为彼此作证。不过到了1918年，里德案判决被推翻，这表明在华盛顿案判决前就已经有过允许同案被告为彼此作证的先例。

#### 推行到各州
1868年7月9日，第十四条修正案获得通过，最高法院审理了一系列有关其中公正程序条款的案件，这一条款规定“不经正当法律程序，不得剥夺任何人的生命、自由和财产”。法院起初曾在1884年的赫塔多诉加利福尼亚州案（Hurtado v. California）中拒绝了将公正程序条款应用到各州的意见，当时这一案件关系到的是第五条修正案中有关大陪审团听证的权利。由大法官斯坦利·马修斯撰写的法庭多数意见认为“修正案对于正当法律程序的规定过于模糊不清，不具备可操作性”。值得注意的是，虽然判决中拒绝将正当程序条款延伸至各州，但法院仍表示这一条款禁止州政府侵犯“我们所有公民权利及政治机制自由和正义的基本原则”。
赫塔多留下了一个哪些“自由和正义的基本原则”将会受到保护的问题。1897年，法院在芝加哥，伯灵顿和昆西铁路公司诉芝加哥市一案中判决，第五条修正案中的有关征收的公平赔偿条款是“第十四条修正案规定正当法律程序的重要组成部分”，这一条款规定，“不给予公平赔偿，私有财产不得充作公用”。在本案中，芝加哥市政府接收铁路财产也就“属于修正案所规定的情况”。法院表示对正当程序条款的应用只是为了保护所有其它权利，“共和体制的一项重要原则就是（如果没有这些权利）其它几乎所有权利都会变得一文不值”。
同年，法院对哪些法庭程序与赫塔多案判决中所提及“自由的基本原则”有关这一问题进行了评估，在霍维诉艾略特案（Hovey v. Elliot）中，最高法院专门将一些用于保障公正审判的条款合并到了正当程序条款中，表示这些正当程序“确保了一个‘固有的辩护权’”。 不过法院表示在该案的正当程序问题上，“我们的意见只针对于这一个案件”。
霍维案判决十年后，最高法院宣布了首个有关第十四条修正案正当程序条款应该如何应用的规则。在1908年的唐宁诉新泽西州案中，法院认为“第一至第八条修正案保护个人权利免受国家行为的侵害，有可能也同样适用于保护其免受州行为的侵害。因为如果拒绝给予这种保护，那就等于是拒绝了正当法律程序”。对“正当程序”的这一理解让权利法案应用到各州成为可能。法院还特别指出在唐宁案中考察的是这一权利是否应该包含在“自由政府理念”中，这意味着将来还可以逐案来判断是否应该将某项权利应用到各州。
到了1937年的帕尔科诉康涅狄格州案中，最高法院考察了是否应将第五条修正案中有关双重审判的禁令（“任何人不得因同一犯罪行为而两次遭受生命或身体的危害”））也包含到“自由的基本原则”应用到各州，虽然有8位大法官都对这一问题持否定意见，但该案也确立了将来由法院来继续进行这类判断的先例。

#### 审讯权利程序的扩展
继帕尔科案后，最高法院开始对权利法案的保护逐一进行检验，尽管经历了一段长时间的循序渐进，但法院最终还是将其中的大部分权利都应用到了各州。
在刑事诉讼领域，这一原则最终发展到了保护被告“取得对其有利证人”的权利。比如在1963年的布拉迪诉马里兰州案中，法院就要求州检察机关在庭审前出示所有对被告有利的证据。
最高法院还在1948年的奥利弗案（In re Oliver）判决中扩大了正当程序的法理，对“基本公平”权利的广度做出了修订，判决书中写道：
一个人得知控告的性质和理由，以及有机会（在法庭上）为自己辩护的权利是我们司法体系的基础；这些权利至少应该包括同原告证人对质，提供证词，以及取得律师帮助为其辩护。

### 华盛顿的审讯
杰基·华盛顿在德克萨斯州的达拉斯被控一级谋杀。在法庭上，他出庭为自己作证，并极力指称是同案的另一位被告查尔斯·富勒犯下了全部罪行。指称现场持有凶器（一把散弹枪）的是富勒。当他试图由富勒出庭作证支持自己的说法时，法官根据州法拒绝了这一要求，因为德克萨斯的一项州法规定“被控或被定罪的多位同一案件被告人不能为彼此作证”。不过这项州法并没有禁止同一案件被告人为州政府作证。
华盛顿被判罪名成立，法官判处他入獄50年。1966年，德克薩斯州刑事上訴法院也支持了这一判决，该院也是德克萨斯州最高的刑事法院。上诉法院认为，强制程序条款对该州没有约束力，因此拒绝了华盛顿让富勒出庭作证的要求。华盛顿于是向联邦最高法院提出了上诉请求，最高法院接受了这个案件。

## 法院意见

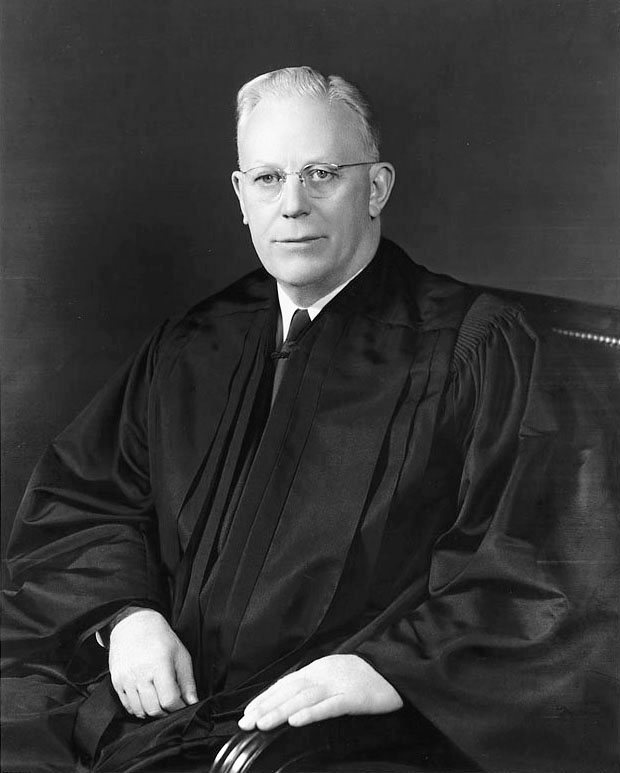
首席大法官厄尔·沃伦撰写了华盛顿案的多数意见

首席大法官厄尔·沃伦撰写了法院的多数意见，小威廉·布伦南、雨果·布莱克、威廉·道格拉斯、艾毕·福塔斯、拜伦·怀特、汤姆·C·克拉克、波特·斯图尔特七位大法官联名。判决推翻了德克萨斯州刑事上诉法院的判决。沃伦指出，法院之前从未“决定被告是否有权利以强制程序取得对其有利的证人......这一根本权利理应包含在正当程序条款中”，并且其重要程度不亚于各州其它任何用于保障权利的程序。沃伦认为“在辩护中......被告一方的事实”是非常重要的，他还写道，对这一广泛的权利有必要加以明确，因为忽视其实际应用可能导致强制取得证人的保护徒劳无功。
确定第六条修正案的强制条款同样适用于各州后，剩下的问题就只是在华盛顿案中，下级法院拒绝其请求所依据的州法是否违宪。尽管普通法中同样禁止一个案件的被告相互作证，但沃伦指出，联邦法院自1918年以来就已经拒绝“被普通法的死板教条”所束缚。连同之前联邦法院的多个判决先例，最高法院认为普通法本身的这一规则是很荒谬的，特别是德克萨斯州法中允许一名被告在法庭上指控同一案件的另一位被告来洗脱自己的罪名。这样的“法律允许被告在有很大利益诱惑其作伪证时出庭作证，在他们没有什么动机说谎的情况下（却）拒绝其证词”。
沃伦总结认为，德克萨斯州法拒绝华盛顿证人要求的作法并不是为了寻找案情真相，法院认为这样的法律过于“随意”，与防止伪证的任何目标都“没有合理的关系”。因此，这条规定同案嫌犯不能出庭作证的州法本身是违宪的，法院认为证人陈述的真实性和可信度应该由陪审团来判断。
不过，最高法院虽然采取了一项广泛的原则，但并没有明确列出任何具体的规则来确保主审法官在证据的标准和被告取得证人的权利间保持平衡。

### 哈伦的补充意见

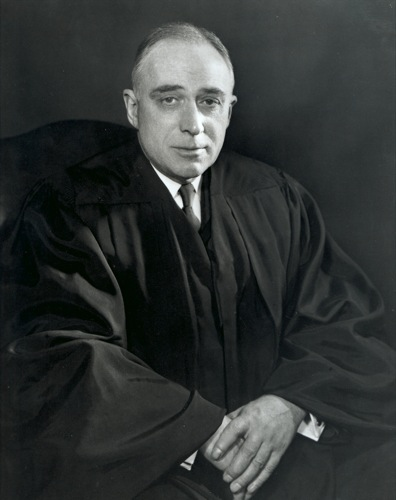
大法官约翰·马歇尔·哈兰二世对华盛顿案单独写下了一份协同意见书

哈伦大法官同意推翻德克斯萨州法院的判决，但是他的理由有所不同并专门写下了一份简短的协同意见书。他认为权利法案中的强制程序条款并不适用于各州，权利法案是一个“理性的统一体，从广义上讲，其中禁止了所有向自由强加和无目的性的限制”。他指出，州法中允许被告为州政府作证，却不让被告为彼此作证的规定是“没有道理的”。因此，他拒绝以强制程序条款为依据判决州法违宪，他认为州法不允许被告相互作证，却允许其为控方作证违反了正当程序条款。

## 后续发展
华盛顿案后，法院在另外两个案件中对辩护权原本广泛的保障作出了些许限制。在1982年的美国诉瓦伦祖拉伯纳尔案中，法院认为政府驱逐非法居留外国人的权力要优先于被告获得“目击者证词”的权利；而1988年的泰勒诉伊利诺伊州案中，最高法院也认为在一些特殊情况下，为了“平衡公众利益”，如让审判能得以正常而迅速地进行，可以对被告取得证人的权利作出一定限制。该案中，被告一方的律师多次以临时发现新证人为由，故意不在庭审前向检察官明示自己所拥有的证据（证人），结果导致案件审理时间大幅延长，法官认为这样不合理的行为应该要受到制裁，因此拒绝其证人出庭作证。最高法院支持了下级法院法官的做法，并结合其它因素对被告的辩护权做出了一个新的框架性限制。分别是各州为了“予以快速和公开的审判”、或是排除缺乏可信度的证据等情况下，可以对被告的辩护权做出一定限制。

## 分析和评论
有关华盛顿案的分析集中在判决中对程序审判权利更广泛的定义。马丁·赫维特于2007年发表在《乔治城法律评论》上的一篇文章对判决进行了批评，其主要原因是法院没有对评估一件证据是否“重大”给出一个标准。赫维特指出，在1973年最高法院的另一项判决中，其作出的是一个“具体案件”判决，而不是一个“普遍宪法标准”的判决。他认为，这样的判决令主审法官可以对案件中证据的可靠性作出自由的裁量，对于具体的个案来说，这样的裁量权可能会出现模棱两可的情况。而对案件中这类不确定性因素的判断本因是由陪审团来进行的。赫维特总结认为，这些问题的存在将导致陪审团和被告的相应权利都受到损害。
史黛茜·凯姆于2011年发表在《美国刑事法律评论》（American Criminal Law Review）上的一篇文章对赫维特的一些意见表示不认同。凯姆认为“刑事被告拥有宪法赋予的权利来提出无罪证据这一点早已得到确立”，不同意有关被告的辩护能力也受到了损害的说法。相反，她指责现今对拥有一个强大辩护权这一“宪法权利的来源”缺乏了解，导致标准上存在混乱。与批评华盛顿案判决的赫维特不同，凯姆认为华盛顿案的意见本身就存在问题。她特别指出，“法院的依据不但毫无必要，而且华盛顿案的理论本身也与第六条修正案的历史和文本不符”。凯姆认为詹姆斯·麦迪逊可能对“获得证据”的权利起草了一份更为全面的文本（包含在《弗吉尼亚权利法案》中）但是没能成功通过。她认为在麦迪逊的设想中，强制程序条款很可能是为了保证公正审判，而不是为了让被告“有权进行辩护”才维护传唤证人的权利。凯姆的分析总结认为华盛顿案的判决“在两条不同宪法权利的分析之间造成了不必要的紧张局面”。

### 脚注
1. 1 2 3 4 5 6  任 et al. 2004，第571頁
2. 1 2 3 4 5 6  李 1999，第775-799頁
3. ↑  Taylor v. Illinois, 484 U.S. 400 (1988)
4. ↑  Stocker 1988，第859頁.
5. ↑  Jonakait 2006，第172頁.
6. ↑  Faretta v. California, 422 U.S. 806 (1975).
7. ↑  Epstein & Walker 2010，第68-70頁.
8. ↑  Jonakait 2006，第191頁.
9. ↑  Washington v. Texas, 388 U.S. 14, 18-20 (1967).
10. ↑  Benson v. United States, 146 U.S. 325 (1892).
11. ↑  Benson, 146 U.S. at 336.
12. 1 2 3 4  Washington, 388 U.S. at 20.
13. ↑  United States v. Reid, 12 U.S. 361 (1852).
14. ↑  Jonakait 2006，第191–192, 194頁.
15. ↑  Epstein & Walker 2010，第70頁.
16. ↑  . Archives.gov.   [2014-03-17]. （原始内容存档于2013-12-12）.
17. ↑  Epstein & Walker 2010，第72頁.
18. ↑  Hurtado v. California, 110 U.S. 516 (1884).
19. ↑  Epstein & Walker 2010，第74頁.
20. ↑  Epstein & Walker 2010，第74–75頁.
21. ↑  Chicago, Burlington & Quincy Railroad v. Chicago, 166 U.S. 226 (1897).
22. ↑  Epstein & Walker 2010，第75頁.
23. ↑  Kime 2011，第1503頁.
24. ↑  Hovey v. Elliott, 167 U.S. 409 (1897).
25. ↑  Hovey, 167 U.S. at 444–445.
26. ↑  Epstein & Walker 2010，第75–76頁.
27. ↑  Twining v. New Jersey, 211 U.S. 78 (1908).
28. ↑  Cord 1975，第217頁.
29. ↑  Epstein & Walker 2010，第76頁.
30. ↑  Cord 1975，第218頁.
31. ↑  Palko v. Connecticut, 302 U.S. 319 (1937).
32. ↑  Epstein & Walker 2010，第79頁.
33. ↑  Epstein & Walker 2010，第86–87頁.
34. ↑  Kime 2011，第1503–1504頁.
35. ↑  Hewett 2007，第274頁.
36. ↑  Kime 2011，第1504頁.
37. ↑  In re Oliver, 333 U.S. 273 (1948).
38. 1 2  Washington v. Texas, 388 U.S. at 16.
39. ↑  Westen 1998，第195頁.
40. ↑  Westen 1998，第195–196頁.
41. ↑  Washington v. Texas, 388 U.S. at 15.
42. ↑  Graver 1998，第195頁.
43. ↑  Washington v. Texas, 388 U.S. at 17.
44. ↑  Graver 1998，第196頁.
45. ↑  Graver 1998，第195–196頁.
46. 1 2  Washington v. Texas, 388 U.S. at 18-19.
47. ↑  Kime 2011，第1505頁.
48. ↑  Rosen v. United States, 245 U.S. 467 (1918).
49. ↑  Washington v. Texas, 388 U.S. at 22.
50. ↑  Washington v. Texas, 388 U.S. at 23.
51. ↑  Montoya 1995，第878頁.
52. ↑  Hewett 2007，第281頁.
53. ↑  Hewett 2007，第283頁.
54. ↑  Hewett 2007，第284頁.
55. ↑  Kime 2011，第1505–1506頁.
56. ↑  Washington v. Texas, 388 U.S. at 24.
57. 1 2  Washington v. Texas, 388 U.S. at 25.
58. ↑  Graver 1998，第872頁.
59. ↑  Graver 1998，第887頁.
60. ↑  Graver 1998，第887–888頁.
61. ↑  United States v. Valenzuela-Bernal, 458 U.S. 858 (1982).
62. ↑  Taylor v. Illinois, 484 U.S. 417 (1988).
63. ↑  Atkinson 1994，第620頁.
64. ↑  Heiderscheit 1989，第485–486頁.
65. ↑  Hewett 2007，第286頁.
66. ↑  Hewett 2007，第287頁.
67. ↑  Hewett 2007，第288–290頁.
68. ↑  Hewett 2007，第292頁.
69. ↑  Hewett 2007，第293頁.
70. ↑  Kime 2011，第1515頁.
71. ↑  Kime 2011，第1515–1516頁.
72. ↑  Kime 2011，第1516頁.
73. ↑  Kime 2011，第1517頁.
74. ↑  Kime 2011，第1519頁.
75. ↑  Kime 2011，第1520頁.

### 文献
- 任, 东来; 陈, 伟; 白, 雪峰; McClain, Charles J. . 中国法制出版社. 2004年1月: 571. ISBN 7-80182-138-6.
- 李, 道揆. . 商务印书馆. 1999: 775–799.
- Atkinson, Matthew R. . Pace Law Review. 1994, 14 (2): 597–631  [2013-11-06]. （原始内容存档于2020-08-18）.
- Cord, Robert L. . Fordham Law Review. 1975, 44 (2): 215–248  [2013-11-06]. （原始内容存档于2015-02-15）.
- Epstein, Lee; Walker, Thomas G.  7th. 2010.
- Graver, Lisa. . Case Western Law Review. 1998, 48: 865–901.
- Hewett, Martin A. . Georgetown Law Journal. 2007, 96 (1): 274–315.
- Heiderscheit, John. . Georgia Law Review. 1989, 23 (1): 479–508.
- Jonakait, Randolph. . Temple Law Review. 2006, 79 (Spring): 155–196. SSRN 775684 .
- Kime, Stacey.  (PDF). American Criminal Law Review. 2011, 48 (1): 1501–1529  [2013-11-06]. （原始内容 (PDF)存档于2013-01-15）.
- Stocker, John. . The Journal of Criminal Law & Criminology. 1988, 79 (3): 835–865. doi:10.2307/1143541.
- Montoya, Jean. . Indiana Law Journal. 1995, 70 (3): 845–890  [2013-11-06]. （原始内容存档于2015-06-04）.
- Westen, Peter. . Michigan Law Review. 1998, 74 (2): 191–306. doi:10.2307/1288006.